# 퀸 엘리자베스 올림픽 공원

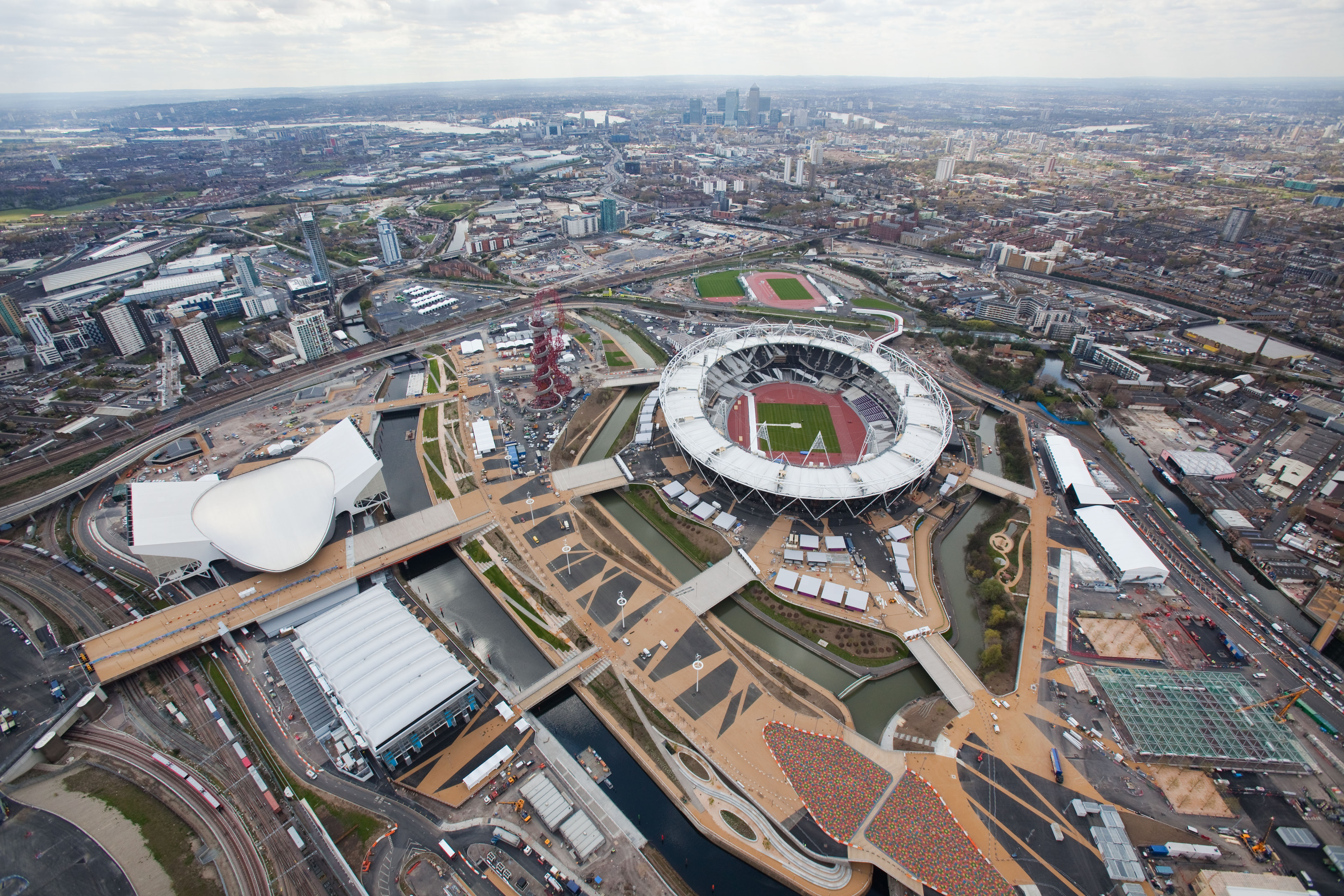
올림픽 공원

올림픽 공원(영어: Olympic Park 올림픽 파크[*])은 런던에 있는 재개발 지역 스트랫포드시티에 인접해있는 스포츠 복합 시설로, 2012년 런던 하계 올림픽과 2012년 런던 하계 패럴림픽에 사용되었다. 부지 내에는 선수촌 외에 올림픽 경기장 및 아쿠아 틱스 센터를 비롯한 경기 시설이 여러 있다. 올림픽 폐막 후 퀸 엘리자베스 올림픽 공원(Queen Elizabeth Olympic Park)으로 개칭하였다. 이것은 2012년에 여왕 엘리자베스 2세 즉위 60년이 되는 것을 기념하여 붙은 것이다.

## 같이 보기
- 2012년 하계 올림픽